# Brunettia transvaalensis
Brunettia transvaalensis är en tvåvingeart som beskrevs av Duckhouse 1978. Brunettia transvaalensis ingår i släktet Brunettia och familjen fjärilsmyggor. Inga underarter finns listade i Catalogue of Life.